# Встреча патриарха Кирилла и папы римского Франциска
Встреча патриарха Московского и всея Руси Кирилла и папы римского Франциска состоялась 12 февраля 2016 года в здании международного аэропорта имени Хосе Марти столицы Кубы — Гаваны. Встреча такого уровня стала первой за всю историю Русской православной и Католической церквей, ряд экспертов и СМИ называли её исторической.

## Предыстория
Раскол христианской церкви произошёл в 1054 году, после чего окончательно произошло её разделение на Римско-католическую церковь на Западе с центром в Риме и Православную — на Востоке с центром в Константинополе. Разделение, вызванное расколом, не преодолено до настоящего времени, невзирая на то, что в 1965 году взаимные анафемы были обоюдно сняты на встрече папы Павла VI и Константинопольского патриарха Афинагора I.
Русская православная церковь (РПЦ), ставшая одной из крупнейших православных церквей в мире, де-факто независима от Константинопольской с 1448 года. В 1589 году московские митрополиты получили достоинство патриархов и формальное признание автокефалии от Константинопольского патриархата, а впоследствии и прочих восточных патриархов, заняв 5-е место в диптихе.
На Флорентийском соборе, проходившем с 1438 по 1445 год, присутствовали римский папа Евгений IV и патриарх Константинопольский Иосиф II, а также предстоятель Русской церкви митрополит Киевский и всея Руси Исидор. Константинопольский патриарх не дожил до подписания унии 6 июля 1439 года и умер через восемь дней после своего письменного одобрения католических изменений в Символе Веры. По возвращении в Москву весной 1441 года митрополит Исидор, после того как зачитал текст унии в Успенском соборе Кремля, по приказу Василия II был арестован. Решения Собора об унии впоследствии были отвергнуты всеми Православными церквями.
Личных встреч между папой Римским и патриархом Московским и всея Руси ранее не происходило. Подготовка к встрече в 2016 году шла 20 лет. В 1996—1997 годах велись переговоры об организации встречи патриарха Алексия II и папы Иоанна Павла II, но она не состоялась из-за наличия проблем, по которым сторонам не удалось достичь согласия, в первую очередь назывались прозелитизм Католической церкви на канонической территории Русской православной церкви и захваченные униатами православные храмы на Западной Украине. Возможность встречи Предстоятелей двух Церквей — Патриарха Московского и всея Руси Алексия II и Папы Римского Иоанна Павла II в Австрии обсуждал Священный синод Русской православной церкви на заседании 10 июня 1997 года: «С сожалением констатировать, что в настоящее время встреча между Предстоятелями двух Церквей недостаточно подготовлена и что отсутствует целый ряд условий, при наличии которых такая встреча могла бы стать плодотворной». Как написал в своих мемуарах протоиерей Всеволод Чаплин: «На рубеже столетий Папа Иоанн Павел II, стремительно старевший, начал очень настойчиво добиваться визита в Россию. Придумался и повод — передача Казанской иконы Божией Матери, которую Ватикан представлял как первоначальный чудотворный образ, якобы спасенный после похищения в 1904 году (сам похититель тогда признался, что разрубил и сжег его). <…> планы этой поездки привлекали огромное внимание СМИ: иногда я давал по десять интервью, опровергая готовность нашей Церкви принять Папу. <…> Патриарх Алексий, и вся наша Церковь определенно такого визита не желали, особенно после недружественных действий униатов на западе Украины и наступления католических миссионеров по всему постсоветскому пространству». Польский историк и русист Гжегож Пшебинда в 2008 году писал: «до февраля 2002 г., то есть до установления в России католических епархий (диоцезов) существовали крупные шансы на осуществление паломничества Иоанна Павла II во всю Российскую Федерацию — в Москву и Петербург, Новгород и Псков, Владимир и Ярославль, Новосибирск и Иркутск. И мне трудно согласиться с общераспространенным среди католиков мнением, что вину за нынешнее состояние дел несёт исключительно Московский Патриархат, втянутый в политику и недалёкий от великодержавного национализма. Ответственность несёт и римская курия, которая в стратегически неудачный момент приняла решение об установлении католических епархий в России <…> осуществление эпохальных экуменических планов Иоанна Павла II затрудняла не только вековая неприязнь Москвы к католичеству, особенно в его польском варианте, <…> но и традиционное непонимание чувств православных, проявленное римской курией».
В сентябре 2007 года перед официальным визитом во Францию патриарх Алексий II заявил: «Вопрос о визите Папы в настоящее время не стоит на повестке дня. Вместе с тем принципиальная возможность личной встречи с Папой Римским нами никогда не отвергалась, даже в самые непростые периоды наших взаимоотношений. Мы всегда считали, что встреча Предстоятелей двух крупнейших христианских Церквей должна стать результатом реального улучшения православно-католических отношений, а не протокольным мероприятием, „информационным поводом“ для мировых СМИ». Подобным образом высказался в мае того же года и глава ОВЦС Московского патриархата митрополит Кирилл:
Переговоры о возможности встречи велись и с папой Бенедиктом XVI до момента его ухода в отставку в марте 2013 года; в 2006 году будущий патриарх Кирилл в качестве председателя отдела внешних церковных связей Московского патриархата посетил Рим, где встретился с понтификом.
В ноябре 2014 года папа Франциск, отвечая на вопрос корреспондента ТАСС на борту самолета по возвращении из поездки в Стамбул, где состоялась его встреча с патриархом Константинопольским Варфоломеем I, заявил, что готов встретиться с патриархом Кириллом в любом месте и в любое время.

## Хронология событий

### Подготовка
О встрече обеими сторонами было объявлено 5 февраля 2016 года, в этот же день было принято окончательное решение о проведении её 12 февраля. До этого момента проходили различного рода согласования, касавшиеся даты, места и содержательного наполнения встречи, в частности, предлагаемой к подписанию декларации, текст которой согласовывался до позднего вечера 10 февраля и занял 10 листов.
Встреча стала возможной благодаря пересечению маршрутов глав церквей: патриарх Кирилл прилетел в Гавану в рамках турне по Латинской Америке, папа римский Франциск сделал остановку в кубинской столице перед началом пастырского визита в Мексику. Также по поводу выбора места встречи митрополит Волоколамский Иларион (Алфеев) отметил:

С самого начала Святейший Патриарх Кирилл не хотел проводить эту встречу в Европе, поскольку история Европы омрачена конфликтами между православными и католиками. А вот Латинская Америка, которая сама по себе обладает мощным религиозным потенциалом, как раз стала очень удачной для двух церковных лидеров, один из которых родом из Латинской Америки.
Для встречи глав церквей в аэропорту Гаваны имени Хосе Марти, являющемся главным международным авиаузлом страны, были подготовлены зал государственного протокола первого терминала, а также пресс-зал.
Патриарх Кирилл прибыл в Гавану 11 февраля, папа римский Франциск — днём 12, незадолго до начала встречи.

### Ход встречи
Встреча началась в 14:25 (UTC−5:00). Кирилл и Франциск, одетые в обычное облачение, использующееся вне богослужений, поцеловались и вместе сфотографировались, а затем расположились в креслах, установленных по обе стороны деревянного распятия. Довольно быстро журналистов попросили покинуть зал. Как передаёт «Первый канал», приветствуя папу, патриарх сказал: «Такие длинные расстояния не являются преградой, в том числе и для организации других встреч. Можно быстро прилететь в любое место. Меня не покидает чувство, что мы с вами встречаемся в правильное время и в правильном месте». «Я благодарю Святую Троицу, что такая возможность предоставилась, — ответил папа. — Как вы уже говорили, встреча своевременная, очень рад вас видеть. В моем сердце было очень большое желание, чтобы эта встреча состоялась».
Всего встреча длилась более двух часов. Патриарх и папа обсудили ряд важных проблем, затронув гонения христиан на Ближнем Востоке, военно-политическое противостояние и религиозный раскол на Украине, кризис семьи в современном обществе. Также главы церквей говорили о будущем христиан, дальнейшем развитии сотрудничества РПЦ и католической церкви, возможных совместных проектах, в частности, об обмене паломниками. Кирилл и Франциск общались на родных языках — русском и испанском, при помощи двух переводчиков.
Также состоялся обмен подарками: патриарх подарил папе список Казанской иконы Божией Матери и свою книгу «Свобода и ответственность» на испанском языке, Франциск в свою очередь преподнёс в дар Кириллу частицу мощей святителя Кирилла и чашу для причастия.
По итогам встречи патриарх и папа торжественно подписали совместную декларацию, состоящую из 30 пунктов.

## Реакция
Представители религиозного сообщества по всему миру в целом благоприятно отнеслись к сообщениям о встрече патриарха и папы. Приветствовали встречу глав двух церквей, отмечая её важность и историческое значение, представители католической и православной церквей России, Белоруссии, Венгрии, Канады, Польши, Сербии, США, стран Ближнего Востока и других государств.
Пресс-секретарь президента России Дмитрий Песков назвал встречу Кирилла и Франциска обоюдным шагом навстречу России и Запада.
Роман Лункин, ведущий научный сотрудник Института Европы РАН, считает, что «встреча сделала патриарха христианским лидером глобального масштаба. Совместное заявление папы Франциска и патриарха Кирилла можно назвать большой внешнеполитической победой РПЦ <…> Русской Церкви удалось решить целый ряд задач, выступая на равных с Ватиканом. Во-первых, это призыв к миру на Ближнем Востоке и к защите христиан в том регионе, где активное участие принимают вооруженные силы РФ. Во-вторых, это призыв к совместной борьбе с международным терроризмом и преодолению конфликтов, чтобы избежать „новой мировой войны“. В-третьих, осуждение нарушений прав христиан в рамках идеологии секуляризма, а также критика европейской интеграции. В-четвертых, Католическая церковь де факто встала на сторону Московского патриархата в украинском вопросе. По крайней мере, именно так это было воспринято в Украине, прежде всего, греко-католиками».
Раскритиковал текст декларации, принятой на встрече, предстоятель Украинской грекокатолической церкви верховный архиепископ Киево-Галицкий Святослав (Шевчук), заявив, что пункты, касающиеся Украины в целом и УГКЦ в частности, вызвали больше вопросов, чем ответов. Он подчеркнул, что «этот документ является плодом труда митрополита Илариона (Алфеева) с православной стороны и кардинала Курта Коха и Папского совета по делам единства между христианами — с католической. Для документа, который должен быть не богословским, а, фактически, общественно-политическим, более слабой команды для его составления невозможно было себе представить», по его мнению, Папский Совет некомпетентен в вопросах международной политики и «деликатных вопросах российской агрессии в Украине», чем, по его мнению, и «воспользовался Отдел внешних церковных связей РПЦ». В РПЦ заявления Святослава назвали «непристойными», отметив, что в составлении декларации лично участвовали и патриарх, и папа.
Встреча патриарха и папы, а также подписанная декларация подверглись критике со стороны ряда представителей РПЦ. 6 марта в Санкт-Петербурге под председательством заштатного клирика Новгородской епархии иерея Алексея Мороза (по информации епархии — запрещённого в служении) состоялся круглый стол «Русская православная церковь и Гаванская декларация — победа или поражение?», участники которого осудили любые встречи иерархов РПЦ с папой римским и призвали дезавуировать декларацию. Параллельно с этим на интернет-телеканале «Царьград-ТВ» вышла авторская передача, где протоиерей Андрей Ткачёв цитировал письмо афонских монахов: «Задача лукавого — раскол Церкви изнутри». Монахи резко критиковали противников «гаванского процесса»: «Рога дьявола растут не из Ватикана, а из вашего кошелька», — заявили они.
Епископ Украинской православной церкви Московского патриархата Лонгин (Жар) заявил, что совместная декларация папы и патриарха носит еретический характер и отказался поминать патриарха Кирилла на литургиях. С аналогичной критикой выступил иеросхимонах Рафаил (Берестов), а также несколько других священнослужителей.
Встречу и декларацию осудил Союз русского народа, который заявил, что патриарх Кирилл нарушил церковные каноны, встретившись с папой римским. 22 мая в Липецке прихожане провели пикет против взаимоотношений РПЦ с папой римским и католиками.
Архиепископ Марк (Головков) не видит ничего удивительного в том, что среди православных нашлись противники такой встречи: «Мы в России, действительно, традиционно настороженно относимся к Ватикану, и для этого, к сожалению, есть основания. Тысячу лет продолжается разделение, нередко переходящее в противостояние. И в какие противостояния! Людей можно понять. При том что мы ни в коем случае не собираемся быть изоляционистами, но невозможно сбросить со счетов собственную историю и забыть, что в XIII веке против Руси были объявлены настоящие крестовые походы или жесточайшую католическую экспансию в Смутное время в начале XVII века, в которой принимали участие в том числе и легаты Римского папы. Да и в последнее время поведение униатов на канонической территории Русской православной церкви продолжает создавать реальную и очень болезненную проблему».
Как написал журналист Сергей Чапнин через год после встречи в Гаване: «Патриарх показал своему епископату, что он готов пренебрегать церковным уставом (в подобных вопросах патриарх подчиняется Архиерейскому собору), а епископат в ответ промолчал. В частных разговорах звучало и раздражение в адрес патриарха, и критика, но публично никто высказаться не решился. В результате модель церковного управления в РПЦ стремительно мутирует в сторону архаичной версии папизма. Патриарх единолично принимает ключевые решения, а голос епископата (как Синода, так и собора) — это всего-навсего декоративное оформление патриаршей воли». В то же время Сергей Чапнин отмечает: «Волна жёсткой критики, которая обрушилась на патриарха с их стороны, оказалась большой неожиданностью. Тезисы были довольно простые: „встреча с папой — это предательство православия“, „встреча с еретиком — это измена Святой церкви“».
Протоиерей Всеволод Чаплин дал отрицательную оценку данной встречи: «от гаванской встречи стратегически больше выиграл Ватикан. Подчиненные ему структуры наращивают присутствие в образовательном, информационном, культурном пространстве России, Украины, Белоруссии — и работают они подчас с традиционно православным населением. А есть ли у нас на Западе православные центры, ориентированные на итальянцев, французов, испанцев? <…> Русская же Церковь не приобрела от этой встречи ничего, кроме телекартинки. А христиане Ближнего Востока меньше страдать вследствие Гаваны не перестали. <…> Подготовка встречи — классический пример несоборного принятия решений. Почему даже Синод рассматривает такую встречу постфактум? Почему не обсуждает планы подобных визитов и контактов заблаговременно? И почему мы находимся в плену у той стилистики отношений с Ватиканом, которая сформировалась в шестидесятые-восьмидесятые годы?».